# Gare de Beaucourt - Hamel
La gare de Beaucourt - Hamel est une ancienne gare ferroviaire française de la ligne de Paris-Nord à Lille, située dans le hameau de la Gare de Beaumont-Hamel, sur le territoire de la commune de Beaumont-Hamel, à proximité de Beaucourt-sur-l'Ancre, dans le département de la Somme, en région Hauts-de-France.
Elle a été ouverte en 1846 par la Compagnie du Nord, avant d'être fermée au cours de la seconde moitié du XXe siècle par la SNCF.

## Situation ferroviaire
Établie à 77 mètres d'altitude, la gare de Beaucourt - Hamel est située au point kilométrique (PK) 163,320 de la ligne de Paris-Nord à Lille, peu avant un passage à niveau routier, entre les gares ouvertes d'Albert et de Miraumont.

## Histoire
La gare a été ouverte lors de la mise en service de la section concernée de la ligne Paris – Lille par la Compagnie des chemins de fer du Nord, soit le 18 juin 1846.
Le bâtiment voyageurs d'origine a été détruit par les combats de la Première Guerre mondiale, lors de la Seconde Bataille de la Somme.
Le 25 juin 1921, un train express Lille – Paris déraille près de Beaucourt - Hamel. Cet accident mortel fut causé par la déformation des rails, en l'occurrence leur dilatation engendrée par la chaleur.
La gare a été fermée par la Société nationale des chemins de fer français (SNCF) après 1960, date à laquelle elle disposait de plusieurs voies de service.

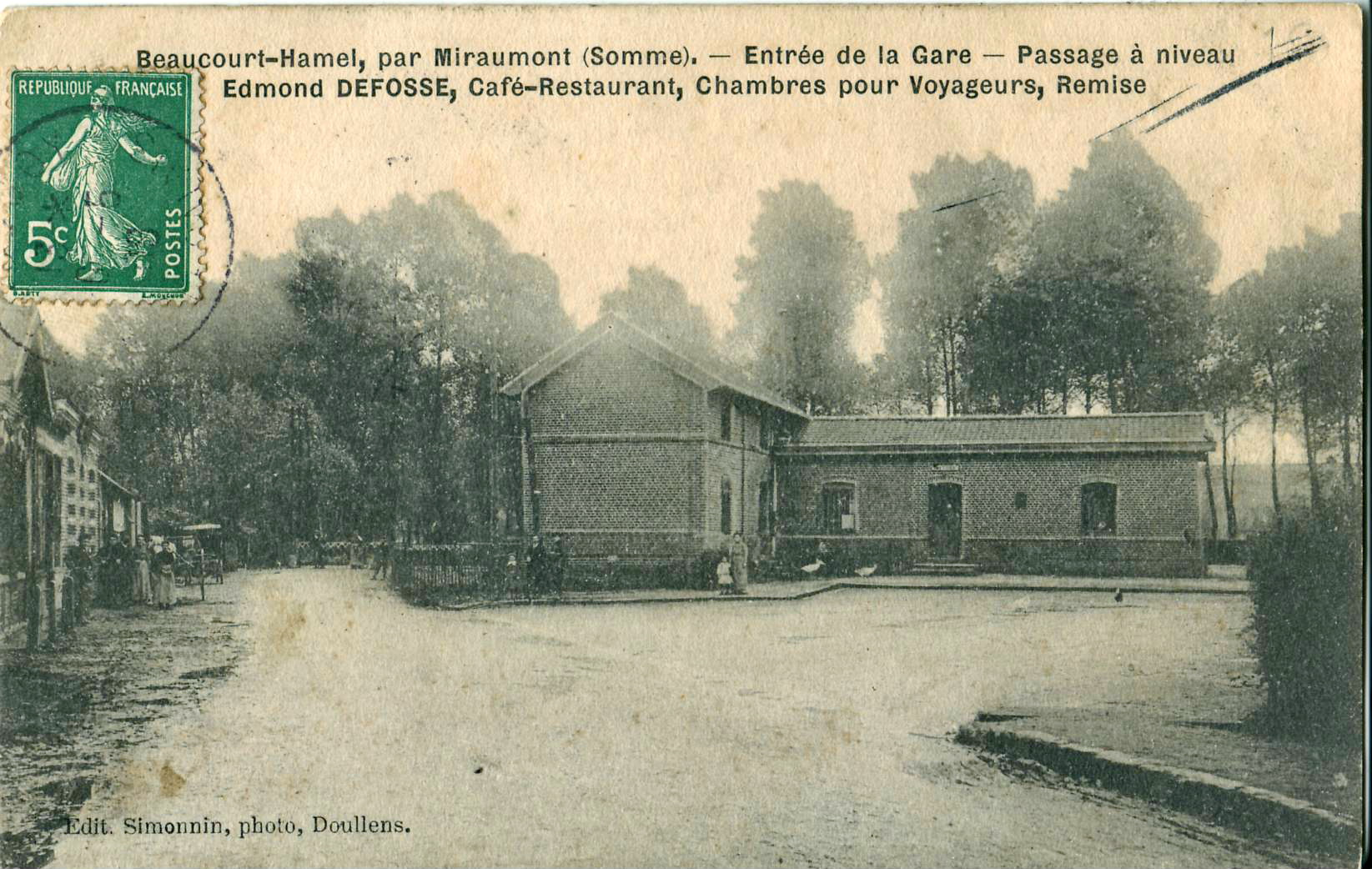
Le bâtiment voyageurs, au début du XXe siècle.
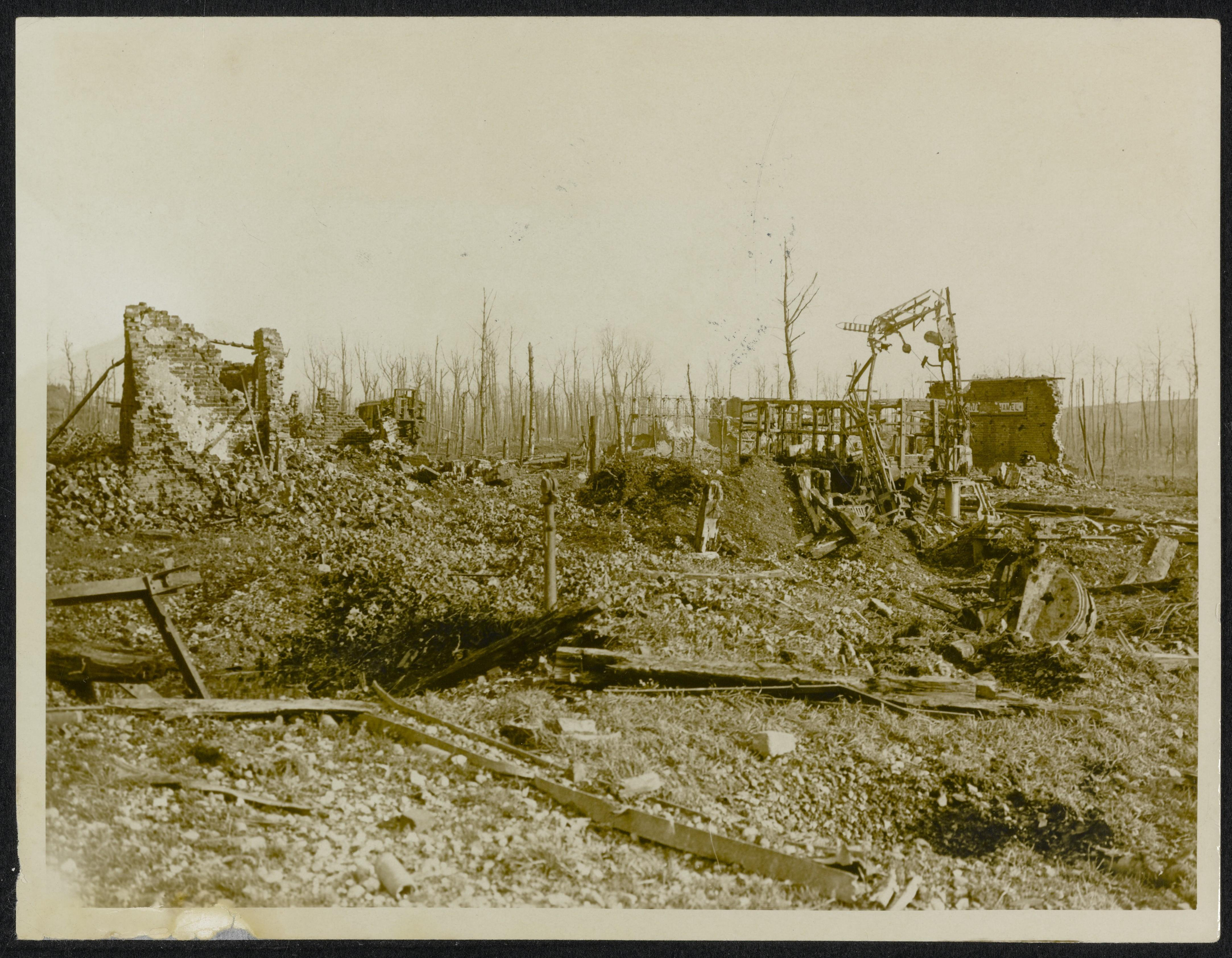
La gare en ruines, lors de la Première Guerre mondiale.

## Patrimoine ferroviaire
Les anciens bâtiment voyageurs et halle à marchandises existent toujours. Le premier est désormais à l'abandon, après avoir été affecté au circuit du Souvenir, sous le nom de Beaucourt station (boutique de souvenirs, proposant en outre divers services de restauration), et auparavant La Boutique du Coquelicot. La seconde est également à l'abandon.

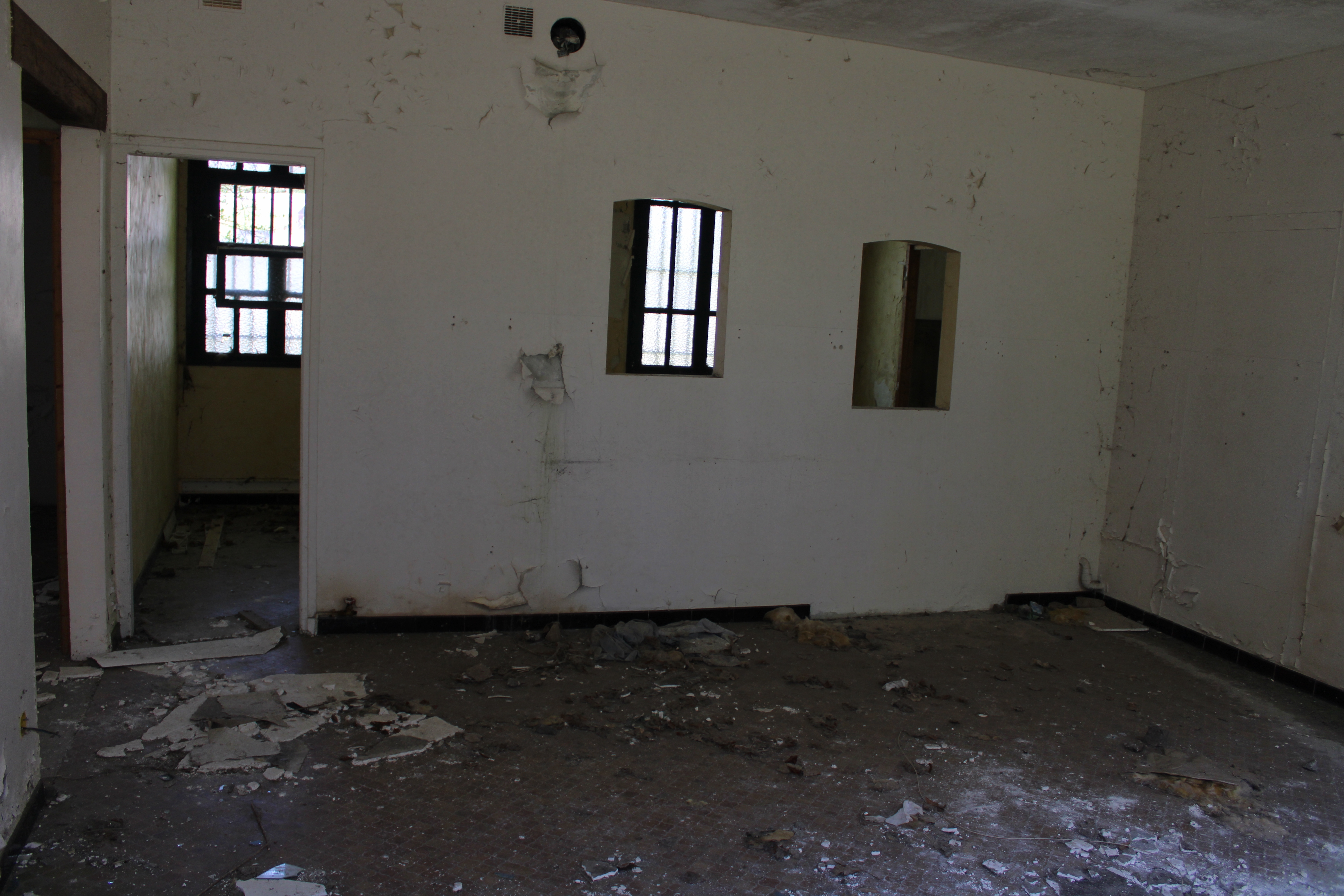
Intérieur du bâtiment voyageurs.
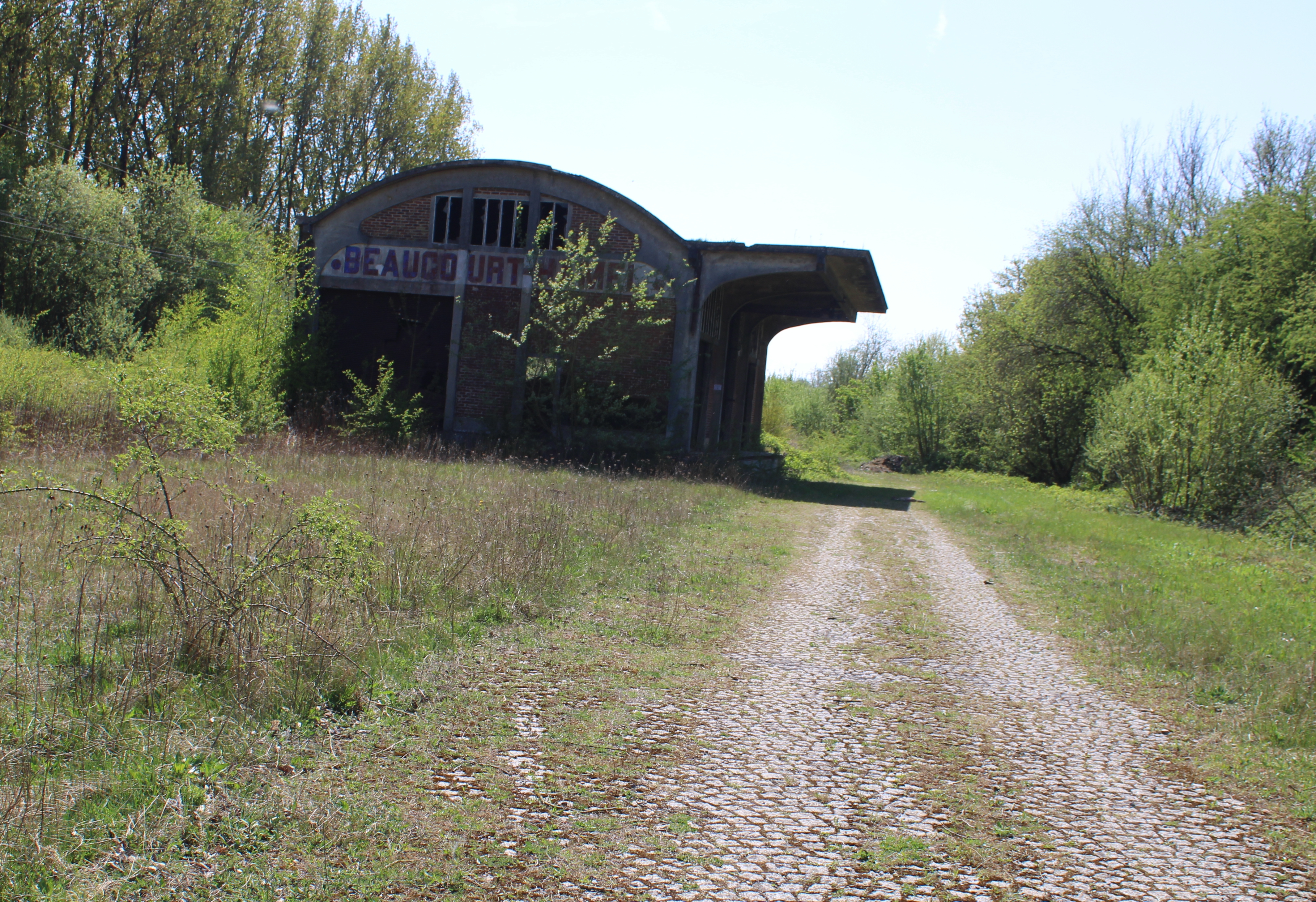
La halle à marchandises.